# Championnat du monde de Scrabble duplicate individuel (1972-1979)
Pour les articles homonymes, voir Championnat du monde de Scrabble duplicate individuel.
Le premier tournoi international de Scrabble francophone en duplicate a eu lieu en 1972 à Cannes. Il a par la suite été renommé en premier Championnat du monde de Scrabble francophone. Ce tournoi, organisé par Hippolyte Wouters, l'inventeur du Scrabble duplicate, ne comptait pourtant que sept participants issus de trois pays.
Le tournoi se déroule en deux parties (trois minutes par coup) en 1973, puis en quatre parties à partir de 1974.

## Palmarès

### 1972 (Cannes, France - top inconnu)
| Rang |                   | Score   |          |
| 1    | Hippolyte Wouters | inconnu | Belgique |
| 2    | Sarah Wolfowicz   | inconnu | Belgique |
| 3    | Agnès Lempereur   | inconnu | Belgique |
| 4    | Jean-Luc Bocken   | inconnu | Belgique |
| 5    | Hamid Aouidad     | inconnu | Algérie  |
| 6    | J. Maupin         | inconnu | France   |
| 7    | B. Jobard-Picot   | inconnu | France   |

### 1973 (Liège, Belgique - top: 1532)
| Rang |                        | Score |          |
| 1    | Agnès Lempereur        | 1422  | Belgique |
| 2    | Dominique Darmstaedter | 1399  | Belgique |
| 3    | Ruth Gradom            | 1358  | Belgique |
| 4    | Jean-Luc Bocken        | 1357  | Belgique |
| 5    | Marc Selis             | 1347  | Belgique |
| 6    | Jean-Marie David       | 1338  | Belgique |
| 7    | Jean Dubois            | 1311  | Belgique |
| 8    | Dolly Benoît           | 1287  | Belgique |
| 9    | Edith Martin           | 1281  | Suisse   |
| 10   | G. Plasson             | 1275  | France   |

### 1974 (Monaco, Monaco - top: 3406)
| Rang |                              | Score |          |
| 1    | Marc Selis                   | 3011  | Belgique |
| 2    | Dominique Darmstaedter       | 3010  | Belgique |
| 3    | Jean Dubois                  | 3009  | Belgique |
| 4    | Françoise Lumbroso           | 2984  | France   |
| 5    | Agnès Lempereur              | 2944  | Belgique |
| 6    | Hippolyte Wouters            | 2913  | Belgique |
| 7    | André Van Buggenhout         | 2908  | Belgique |
| 8    | Michel Pialat                | 2859  | France   |
| 9    | Michel Charlemagne           | 2849  | France   |
| 10   | Catherine Fortemps de Loneux | 2837  | Belgique |

### 1975 (Estepona, Espagne - top: 3637)
| Rang |                         | Score |          |
| 1    | Michel Charlemagne      | 3341  | France   |
| 2    | Marc Selis              | 3294  | Belgique |
| 3    | Jacques Crame           | 3290  | Belgique |
| 4    | Jean Dubois             | 3286  | Belgique |
| 5    | Dominique Darmstaedter  | 3285  | Belgique |
| 6    | Maurice-André Van Gysel | 3276  | Belgique |
| 7    | Michel Pialat           | 3266  | France   |
| 8    | Luc Sorel               | 3263  | Belgique |
| 9    | Jean-Claude Bouet       | 3240  | France   |
| 10   | André Van Buggenhout    | 3227  | Belgique |

### 1976 (Djerba, Tunisie - top:  4276)
| Rang |                         | Score |          |
| 1    | Marc Selis              | 4029  | Belgique |
| 2    | Michel Charlemagne      | 4008  | France   |
| 3    | Yvon Duval              | 3998  | Belgique |
| 4    | Jean-Pierre Brulé       | 3948  | France   |
| 5    | Maurice-André Van Gysel | 3919  | Belgique |
| 6    | Jean-Marc Bellot        | 3916  | France   |
| 6    | Yvonne Brulé            | 3911  | France   |
| 8    | Jean Dubois             | 3906  | Belgique |
| 9    | Dominique Darmstaedter  | 3891  | France   |
| 10   | Michel Pialat           | 3883  | France   |

### 1977 (Aix-les-Bains, France - top: 4249)
| Rang |                         | Score |          |
| 1    | Jean-Marc Bellot        | 4029  | France   |
| 2    | Michel Pialat           | 4008  | France   |
| 3    | Claude Saint-Jean       | 3998  | France   |
| 4    | Maurice-André Van Gysel | 3948  | Belgique |
| 5    | Jean-Louis Pennec       | 3919  | France   |
| 6    | Marc Selis              | 3916  | Belgique |
| 7    | André Reidel            | 3911  | France   |
| 8    | Yvonne Brulé            | 3906  | France   |
| 9    | Jean-Claude Bouet       | 3891  | France   |
| 10   | Hervé Mollard           | 3883  | France   |

### 1978 (Bruxelles, Belgique - top: 4054)
| Rang |                    | Score |          |
| 1    | Yvon Duval         | 3858  | Belgique |
| 2    | Claude Del         | 3819  | France   |
| 3    | Benjamin Hannuna   | 3806  | France   |
| 4    | Vincent Labbé      | 3804  | France   |
| 5    | Serge Kourotchkine | 3772  | France   |
| 6    | Marion Gueben      | 3765  | Belgique |
| 7    | Jean-Marie David   | 3762  | France   |
| 8    | Michel Lahmi       | 3760  | France   |
| 9    | Paul Mues          | 3740  | Belgique |
| 10   | Hervé Mollard      | 3735  | France   |

### 1979 (Vichy, France - top: 4412)
| Rang |                   | Score |          |
| 1    | Benjamin Hannuna  | 4298  | France   |
| 2    | Vincent Labbé     | 4253  | France   |
| 3    | Thierry Dellac    | 4253  | France   |
| 4    | Michel Lahmi      | 4252  | France   |
| 5    | Claude Saint-Jean | 4241  | France   |
| 6    | Yvon Duval        | 4237  | Belgique |
| 7    | Michel Pialat     | 4227  | France   |
| 8    | André Reidel      | 4213  | France   |
| 9    | Georges Lavigne   | 4192  | Belgique |
| 10   | Alain Viseux      | 4188  | France   |

## Référence
- Site officiel du championnat du monde de 2010 à Montpellier, un historique des championnats du monde